# 亨諾瓦 (金迪奧省)

亨諾瓦是哥倫比亞的城鎮，位於該國中西部，由金迪奧省負責管轄，距離首府亞美尼亞城40公里，始建於1903年10月12日，面積298平方公里，海拔高度2,308米，2005年人口9,293。
4°15′N 75°40′W / 4.250°N 75.667°W